# Smörsömlingen
Smörsömlingen, även känd som Smörsjön är en sjö i Trollhättans kommun i Västergötland och ingår i Göta älvs huvudavrinningsområde. Sjön är 5,7 meter djup, har en yta på 0,029 kvadratkilometer och befinner sig 50 meter över havet.